# 程克旧宅
程克旧宅建于1912年，是原中华民国内务部参议、总统府咨议、内务部长、原天津市市长程克在天津意租界的旧居，坐落于当时的天津意租界（今河北区进步道80号至82号），该建筑目前为一般保护等级历史风貌建筑。

## 建筑风格
程克旧宅总建筑面积为1727.9平方米，为砖木结构三层意大利田园住宅带地下室。建筑楼顶部饰有欧式浮雕，建筑于2006年被修复。